# 斯圖傑尼齊亞河
斯圖德尼察河（羅馬化：Studenytsia）是烏克蘭西部的河流，屬於德涅斯特河的左支流。該河發源自科索希爾卡，流經赫梅利尼茨基州的赫梅利尼茨基區，河道全長85公里，流域面積470平方公里。